# Żagwiowate

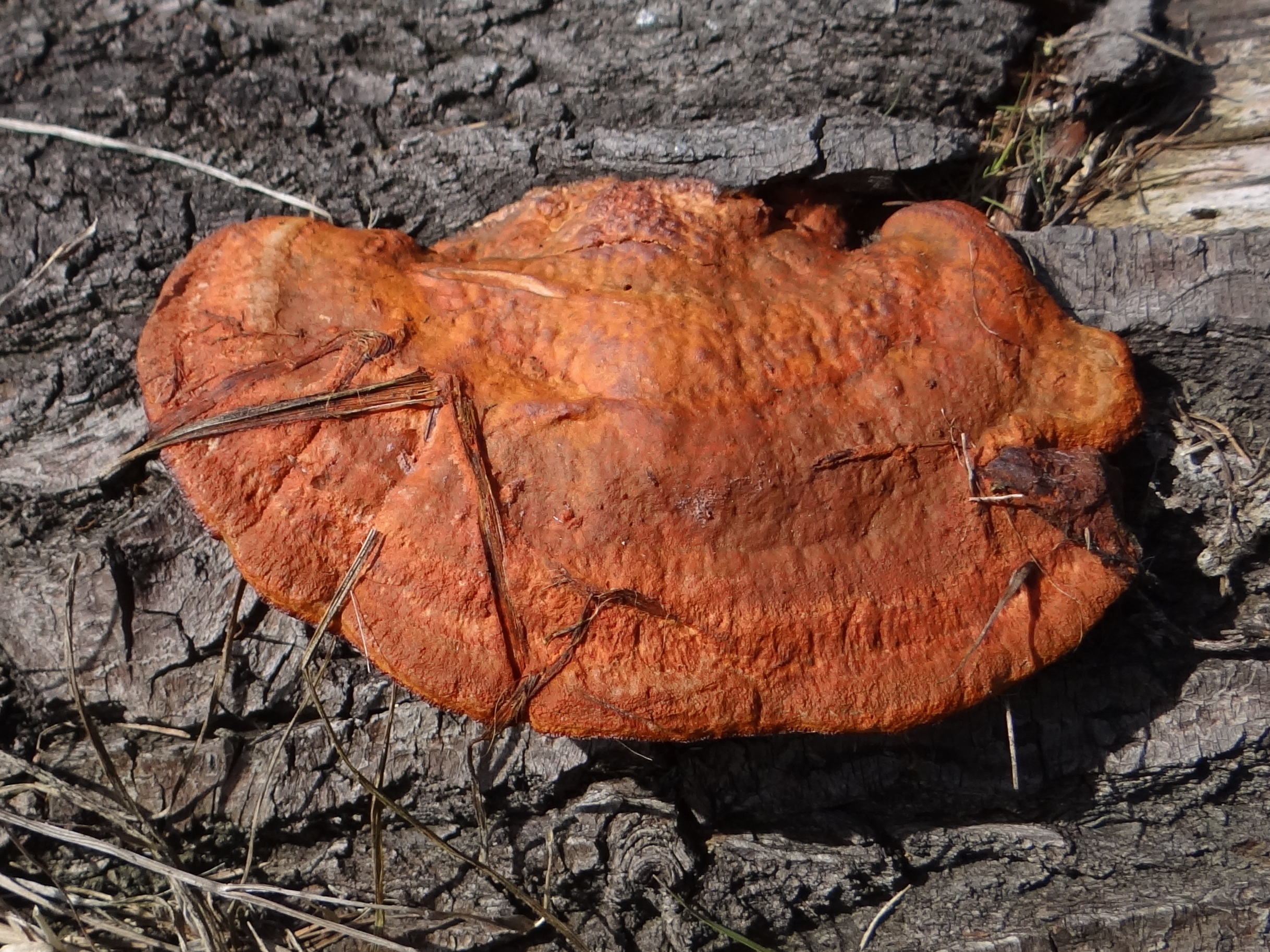
Gęstoporek cynobrowy (Pycnoporus cinnabarinus)

Żagwiowate (Polyporaceae Fr. ex Corda) – rodzina grzybów z rzędu żagwiowców (Polyporales).

## Charakterystyka
Rodzina Polyporaceae zawiera gatunki grzybów przeważnie nadrzewnych (tylko sporadycznie naziemnych), saprotroficznych lub pasożytniczych. Ich owocniki przypominają grzyby z rodziny szczeciniakowatych (Hymenochaetaceae), są zróżnicowane pod względem konsystencji i kształtu, jednak prawie zawsze z rurkowym hymenoforem (niektóre gatunki z rodzaju Lentinus oraz grzyby z rodzaju Panus mają hymenofor blaszkowy). Zarodniki żagwiowatych są najczęściej gładkie i bezbarwne, a ich wysyp biały.

## Systematyka
Pozycja w klasyfikacji według Index Fungorum:  Polyporaceae, Polyporales, Incertae sedis, Agaricomycetes, Agaricomycotina, Basidiomycota, Fungi.
Według Index Fungorum bazującego na Dictionary of the Fungi do rodziny Polyporaceae należą liczne rodzaje. Wśród występujących w Polsce są to:
- Cerioporus Quél. 1886 – żagwiak
- Coriolopsis Murrill 1905 – włochatka
- Cyanosporus McGinty 1909
- Daedaleopsis J. Schröt. 1888 – gmatwica
- Datronia Donk 1967 – jamczatka
- Dichomitus D.A. Reid 1965 – czarnoporek
- Donkioporia Kotl. & Pouzar 1973 – czyreniówka
- Epithele (Pat.) Pat. 1900 – bagnówka
- Fomes (Fr.) Fr. 1849 – hubiak
- Ganoderma P. Karst. 1881– lakownica
- Haploporus Bondartsev & Singer – iwoporek
- Lentinus Fr. 1825 – twardziak
- Lenzites Fr. 1836 – blaszkowiec
- Neofavolus Sotome & T. Hatt. 2013 – żagiewka
- Pachykytospora Kotl. & Pouzar 1963
- Perenniporia Murrill 1942 – trwałoporka
- Picipes Zmitr. & Kovalenko 2016 – czarnostopka
- Podofomes Pouzar 1966 – smolusznik
- Polyporus P. Micheli ex Adans. 1763 – żagiew
- Pycnoporus P. Karst. 1881 – gęstoporek
- Royoporus A.B. De 1996
- Szczepkamyces Zmitr. 2018
- Trametes Fr. 1836 – wrośniak

Polskie nazwy na podstawie pracy Władysława Wojewody z 2003 r. oraz rekomendacji Komisji ds. Polskiego Nazewnictwa Grzybów z 2021 r.